# 부일영화상
부일영화상(釜日映畵賞, The Buil Film Awards)은 1958년부터 시상한 대한민국 최초의 영화상이다. 1973년 중단됐다가 2008년 부활했다.
부산일보사가 주최하고 부산광역시와 부산국제영화제 조직위원회가 후원하며, 화승그룹이 협찬한다. 이 상의 취지는 부산이 아시아 최고의 영상 산업 도시로 성장하는 데 일조하고, 부산국제영화제 기간 중에 개최하여 영화제를 한층 풍성하게 하고자 하는 데 있다.
2019년은 제28회 부일영화상 시상식을 개최한다. 지난해 8월 11일부터 올해 8월 10일까지 개봉한 한국영화 총 629편을 대상으로 16개 부문에서 상을 준다. 심사위원이 선정하는 14개 부문과 관객의 투표로 뽑는 남녀 인기스타상 2개 부문이다. 10월 4일 부산 남구 문현동 부산국제금융단지 내 뮤지컬 전용극장에서 열리는 2019 부일영화상 시상식 현장에서 모든 분야 수상자를 발표한다.

## 연혁
- 1958년 제1회 시상식 개최
- 1973년 제16회 시상식 개최 후 중단
- 2008년 제17회 시상식 35년 만에 재개
- 2019년 10월 4일 제28회 시상식 개최

## 시상 부문
총 16개 부문이 있다.

### 본상
- 최우수 작품상
- 최우수 감독상
- 남우·여우 주연상
- 남우·여우 조연상
- 촬영상
- 각본상
- 미술.기술상
- 음악상
- 신인 감독상
- 신인 남자·여자 연기상

### 특별상
- 유현목 영화예술상 - 2차 심사에서 추천
- 부일독자심사단상(인기상) - 인터넷 투표
- 베스트드레서상 - 시상식 현장에서 선정

## 역대 수상

### 1950년대
| \| 부문 \| 수상자 \| 작품 \| \| -------------- \| ---------- \| ----------------- \| \| 최우수 작품상 \| 조광영화사 \| 《잃어버린 청춘》 \| \| 최우수 감독상 \| 유현목 \| 《잃어버린 청춘》 \| \| 남우주연상 \| 김승호 \| 《시집 가는 날》 \| \| 여우주연상 \| 주증녀 \| 《실락원의 별》 \| \| 외국영화작품상 \| \| 《길》 \| |            |                   |
| 부문 | 수상자     | 작품              |
| 최우수 작품상 | 조광영화사 | 《잃어버린 청춘》 |
| 최우수 감독상 | 유현목     | 《잃어버린 청춘》 |
| 남우주연상 | 김승호     | 《시집 가는 날》  |
| 여우주연상 | 주증녀     | 《실락원의 별》   |
| 외국영화작품상 |            | 《길》            |

| \| 부문 \| 수상자 \| 작품 \| \| -------------- \| ---------- \| ------------ \| \| 최우수 작품상 \| 삼성영화사 \| 《인생차압》 \| \| 최우수 감독상 \| 유현목 \| 《인생차압》 \| \| 남우주연상 \| 김승호 \| 《인생차압》 \| \| 여우주연상 \| 최은희 \| 《지옥화》 \| \| 외국영화작품상 \| \| 《목노주점》 \| |            |              |
| 부문 | 수상자     | 작품         |
| 최우수 작품상 | 삼성영화사 | 《인생차압》 |
| 최우수 감독상 | 유현목     | 《인생차압》 |
| 남우주연상 | 김승호     | 《인생차압》 |
| 여우주연상 | 최은희     | 《지옥화》   |
| 외국영화작품상 |            | 《목노주점》 |

### 1960년대
| \| 부문 \| 수상자 \| 작품 \| \| -------------- \| ---------- \| --------------- \| \| 최우수 작품상 \| 협이영화사 \| 《10대의 반항》 \| \| 최우수 감독상 \| 김기영 \| 《10대의 반항》 \| \| 남우주연상 \| 김진규 \| 《비극은 없다》 \| \| 여우주연상 \| 조미령 \| 《10대의 반항》 \| \| 외국영화작품상 \| \| 《저항》 \| |            |                 |
| 부문 | 수상자     | 작품            |
| 최우수 작품상 | 협이영화사 | 《10대의 반항》 |
| 최우수 감독상 | 김기영     | 《10대의 반항》 |
| 남우주연상 | 김진규     | 《비극은 없다》 |
| 여우주연상 | 조미령     | 《10대의 반항》 |
| 외국영화작품상 |            | 《저항》        |

| \| 부문 \| 수상자 \| 작품 \| \| -------------- \| --------------- \| ----------------------------- \| \| 최우수 작품상 \| 신상옥 프로덕션 \| 《로맨스 빠빠》 \| \| 최우수 감독상 \| 이성구 \| 《젊은 표정》 \| \| 남우주연상 \| 김진규 \| 《박서방》 \| \| 여우주연상 \| 문정숙 \| 《흙》 \| \| 외국영화작품상 \| \| 《사랑과 죽음의 마지막 다리》 \| |                 |                               |
| 부문 | 수상자          | 작품                          |
| 최우수 작품상 | 신상옥 프로덕션 | 《로맨스 빠빠》               |
| 최우수 감독상 | 이성구          | 《젊은 표정》                 |
| 남우주연상 | 김진규          | 《박서방》                    |
| 여우주연상 | 문정숙          | 《흙》                        |
| 외국영화작품상 |                 | 《사랑과 죽음의 마지막 다리》 |

| \| 부문 \| 수상자 \| 작품 \| \| ------------------ \| --------------- \| ------------------------- \| \| 한국영화 작품상 \| \| 《사랑방 손님과 어머니》 \| \| 감독상 \| 신상옥 \| 《사랑방 손님과 어머니》 \| \| 각본상 \| 임희재 \| 《사랑방 손님과 어머니》 \| \| 남우주연상 \| 김진규 \| 《성춘향》 \| \| 여우주연상 \| 최은희 \| 《사랑방 손님과 어머니》 \| \| 남우조연상 \| 이예춘 \| 《현해탄은 알고 있다》 \| \| 여우조연상 \| 도금봉 \| 《상록수》 \| \| 촬영상 \| 최호진 \| 《현해탄은 알고 있다》 \| \| 음악상 \| 정윤주 \| 《성춘향》 \| \| 미술상 \| 故미성범 \| 《성춘향》 \| \| 신인상 \| 공미도리 \| 《현해탄은 알고 있다》 \| \| 외국영화작품상 \| \| 《태양은 가득히》(프랑스) \| \| 외국영화감독상 \| 르비 크레망 \| 《태양은 가득히》 \| \| 외국영화남우주연상 \| 스펜서 트레이시 \| 《바다와 노인》 \| \| 외국영화여우주연상 \| 스잔 헤이워드 \| 《나는 살고싶다》 \| |                 |                           |
| 부문 | 수상자          | 작품                      |
| 한국영화 작품상 |                 | 《사랑방 손님과 어머니》  |
| 감독상 | 신상옥          | 《사랑방 손님과 어머니》  |
| 각본상 | 임희재          | 《사랑방 손님과 어머니》  |
| 남우주연상 | 김진규          | 《성춘향》                |
| 여우주연상 | 최은희          | 《사랑방 손님과 어머니》  |
| 남우조연상 | 이예춘          | 《현해탄은 알고 있다》    |
| 여우조연상 | 도금봉          | 《상록수》                |
| 촬영상 | 최호진          | 《현해탄은 알고 있다》    |
| 음악상 | 정윤주          | 《성춘향》                |
| 미술상 | 故미성범        | 《성춘향》                |
| 신인상 | 공미도리        | 《현해탄은 알고 있다》    |
| 외국영화작품상 |                 | 《태양은 가득히》(프랑스) |
| 외국영화감독상 | 르비 크레망     | 《태양은 가득히》         |
| 외국영화남우주연상 | 스펜서 트레이시 | 《바다와 노인》           |
| 외국영화여우주연상 | 스잔 헤이워드   | 《나는 살고싶다》         |

| \| 부문 \| 수상자 \| 작품 \| \| -------------------------- \| -------------- \| ----------------------------- \| \| 한국영화 작품상 \| 극동흥업 \| 《아낌없이 주련다》 \| \| 감독상 \| 유현목 \| 《아낌없이 주련다》 \| \| 각본상 \| 김강윤 \| 《불러도 대답 없는 이름이여》 \| \| 남우주연상 \| 신영균 \| 《연산군》 \| \| 여우주연상 \| 이민자 \| 《아낌없이 주련다》 \| \| 남우조연상 \| 허장강 \| 《연산군》 \| \| 여우조연상 \| 한은진 \| 《열녀문》 \| \| 우수신인상 \| 태현실 \| 《아름다운 수의》 \| \| 촬영상 \| 변인집 \| 《아낌없이 주련다》 \| \| 미술상 \| 정우택 \| 《연산군》 \| \| 음악상 \| 김동진 \| 《불러도 대답 없는 이름이여》 \| \| 우수작품상영극장상 \| 제일극장 \| \| \| 특별상 \| 한양영화공사 \| 《진시황제와 만리장성》기획 \| \| 외국영화작품상 \| 미국컬럼비아사 \| 《콰이 강의 다리》 \| \| 외국영화감독상 \| 데이비드 린 \| 《콰이 강의 다리》 \| \| 외국영화남우주연상 \| 알렉 키네스 \| 《콰이 강의 다리》 \| \| 외국영화여우주연상 \| 소피아 로렌 \| 《두 여인》 \| \| 외국영화우수작품상영극장상 \| 현대극장 \| \| |                |                               |
| 부문 | 수상자         | 작품                          |
| 한국영화 작품상 | 극동흥업       | 《아낌없이 주련다》           |
| 감독상 | 유현목         | 《아낌없이 주련다》           |
| 각본상 | 김강윤         | 《불러도 대답 없는 이름이여》 |
| 남우주연상 | 신영균         | 《연산군》                    |
| 여우주연상 | 이민자         | 《아낌없이 주련다》           |
| 남우조연상 | 허장강         | 《연산군》                    |
| 여우조연상 | 한은진         | 《열녀문》                    |
| 우수신인상 | 태현실         | 《아름다운 수의》             |
| 촬영상 | 변인집         | 《아낌없이 주련다》           |
| 미술상 | 정우택         | 《연산군》                    |
| 음악상 | 김동진         | 《불러도 대답 없는 이름이여》 |
| 우수작품상영극장상 | 제일극장       |                               |
| 특별상 | 한양영화공사   | 《진시황제와 만리장성》기획   |
| 외국영화작품상 | 미국컬럼비아사 | 《콰이 강의 다리》            |
| 외국영화감독상 | 데이비드 린    | 《콰이 강의 다리》            |
| 외국영화남우주연상 | 알렉 키네스    | 《콰이 강의 다리》            |
| 외국영화여우주연상 | 소피아 로렌    | 《두 여인》                   |
| 외국영화우수작품상영극장상 | 현대극장       |                               |

| \| 부문 \| 수상자 \| 작품 \| \| -------------------------- \| --------------- \| ----------------- \| \| 한국영화 작품상 \| 한국예술영화사 \| 《고려장》 \| \| 감독상 \| 김기영 \| 《고려장》 \| \| 각본상 \| 김강윤 \| 《쌀》 \| \| 남우주연상 \| 신성일 \| 《가정교사》 \| \| 여우주연상 \| 황정순 \| 《혈맥》 \| \| 남우조연상 \| 김희갑 \| 《쌀》 \| \| 여우조연상 \| 최지희 \| 《김약국의 딸들》 \| \| 신인상 \| 최란경 \| 《쌀》 \| \| 촬영상 \| 서정민 \| 《돌아보지 마라》 \| \| 미술상 \| 박석인 \| 《고려장》 \| \| 음악상 \| 전정근 \| 《돌아보지 마라》 \| \| 특별상 \| 남춘역 \| \| \| 극장상 \| 부산대영극장 \| \| \| 외국영화작품상 \| \| 《로베레 장군》 \| \| 외국영화감독상 \| 로세리니 \| 《로베레 장군》 \| \| 외국영화남우주연상 \| 빅토리오 데시카 \| 《로베레 장군》 \| \| 외국영화여우주연상 \| 메리나 메라쿠리 \| 《죽어도 좋아》 \| \| 외국영화우수작품상영극장상 \| 부산현대극장 \| \| |                 |                   |
| 부문 | 수상자          | 작품              |
| 한국영화 작품상 | 한국예술영화사  | 《고려장》        |
| 감독상 | 김기영          | 《고려장》        |
| 각본상 | 김강윤          | 《쌀》            |
| 남우주연상 | 신성일          | 《가정교사》      |
| 여우주연상 | 황정순          | 《혈맥》          |
| 남우조연상 | 김희갑          | 《쌀》            |
| 여우조연상 | 최지희          | 《김약국의 딸들》 |
| 신인상 | 최란경          | 《쌀》            |
| 촬영상 | 서정민          | 《돌아보지 마라》 |
| 미술상 | 박석인          | 《고려장》        |
| 음악상 | 전정근          | 《돌아보지 마라》 |
| 특별상 | 남춘역          |                   |
| 극장상 | 부산대영극장    |                   |
| 외국영화작품상 |                 | 《로베레 장군》   |
| 외국영화감독상 | 로세리니        | 《로베레 장군》   |
| 외국영화남우주연상 | 빅토리오 데시카 | 《로베레 장군》   |
| 외국영화여우주연상 | 메리나 메라쿠리 | 《죽어도 좋아》   |
| 외국영화우수작품상영극장상 | 부산현대극장    |                   |

| \| 부문 \| 수상자 \| 작품 \| \| -------------- \| ------------ \| ------------------- \| \| 최우수 작품상 \| 한양영화공사 \| 《잉여인간》 \| \| 최우수 감독상 \| 유현목 \| 《잉여인간》 \| \| 각본상 \| 김강윤 \| 《벙어리 삼룡》 \| \| 남우주연상 \| 김진규 \| 《벙어리 삼룡》 \| \| 여우주연상 \| 김혜정 \| 《아내는 고백한다》 \| \| 남우조연상 \| 신영균 \| 《잉여인간》 \| \| 여우조연상 \| 태현실 \| 《잉여인간》 \| \| 외국영화작품상 \| \| 《태양은 외로워》 \| |              |                     |
| 부문 | 수상자       | 작품                |
| 최우수 작품상 | 한양영화공사 | 《잉여인간》        |
| 최우수 감독상 | 유현목       | 《잉여인간》        |
| 각본상 | 김강윤       | 《벙어리 삼룡》     |
| 남우주연상 | 김진규       | 《벙어리 삼룡》     |
| 여우주연상 | 김혜정       | 《아내는 고백한다》 |
| 남우조연상 | 신영균       | 《잉여인간》        |
| 여우조연상 | 태현실       | 《잉여인간》        |
| 외국영화작품상 |              | 《태양은 외로워》   |

| \| 부문 \| 수상자 \| 작품 \| \| ------------------ \| -------------- \| ------------------------ \| \| 최우수 작품상 \| 대양영화 \| 《갯마을》 \| \| 최우수 감독상 \| 김수용 \| 《갯마을》 \| \| 각본상 \| 전범성 \| 《추풍령》 \| \| 남우주연상 \| 신성일 \| 《흑맥》 \| \| 여우주연상 \| 최은희 \| 《청일전쟁과 여걸 민비》 \| \| 남우조연상 \| 남궁원 \| 《순교자》 \| \| 여우조연상 \| 황정순 \| 《갯마을》 \| \| 촬영상 \| 전조명 \| 《갯마을》 \| \| 미술상 \| 이봉선 \| 《순교자》 \| \| 음악상 \| 정윤주 \| 《갯마을》 \| \| 특별상 \| 김천만 \| 《저 하늘에도 슬픔이》 \| \| 우수신인상 \| 이낙훈, 고은아 \| 《갯마을》 \| \| 인기상 \| 김지미, 김진규 \| \| \| 외국영화작품상 \| \| 《쉘부르의 우산》 \| \| 외국영화감독상 \| 자크 데미 \| 《쉘부르의 우산》 \| \| 외국영화남우주연상 \| 버니 해밀튼 \| 《이별의 길》 \| \| 외국영화여우주연상 \| 바바라 바리 \| 《이별의 길》 \| |                |                          |
| 부문 | 수상자         | 작품                     |
| 최우수 작품상 | 대양영화       | 《갯마을》               |
| 최우수 감독상 | 김수용         | 《갯마을》               |
| 각본상 | 전범성         | 《추풍령》               |
| 남우주연상 | 신성일         | 《흑맥》                 |
| 여우주연상 | 최은희         | 《청일전쟁과 여걸 민비》 |
| 남우조연상 | 남궁원         | 《순교자》               |
| 여우조연상 | 황정순         | 《갯마을》               |
| 촬영상 | 전조명         | 《갯마을》               |
| 미술상 | 이봉선         | 《순교자》               |
| 음악상 | 정윤주         | 《갯마을》               |
| 특별상 | 김천만         | 《저 하늘에도 슬픔이》   |
| 우수신인상 | 이낙훈, 고은아 | 《갯마을》               |
| 인기상 | 김지미, 김진규 |                          |
| 외국영화작품상 |                | 《쉘부르의 우산》        |
| 외국영화감독상 | 자크 데미      | 《쉘부르의 우산》        |
| 외국영화남우주연상 | 버니 해밀튼    | 《이별의 길》            |
| 외국영화여우주연상 | 바바라 바리    | 《이별의 길》            |

| \| 부문 \| 수상자 \| 작품 \| \| -------------- \| ---------- \| ------------------------ \| \| 최우수 작품상 \| 대양영화사 \| 《만추》 \| \| 최우수 감독상 \| 이만희 \| 《만추》 \| \| 남우주연상 \| 신영균 \| 《물레방아》 \| \| 여우주연상 \| 문정숙 \| 《만추》 \| \| 외국영화작품상 \| \| 《알라바마에서 생긴 일》 \| |            |                          |
| 부문 | 수상자     | 작품                     |
| 최우수 작품상 | 대양영화사 | 《만추》                 |
| 최우수 감독상 | 이만희     | 《만추》                 |
| 남우주연상 | 신영균     | 《물레방아》             |
| 여우주연상 | 문정숙     | 《만추》                 |
| 외국영화작품상 |            | 《알라바마에서 생긴 일》 |

| \| 부문 \| 수상자 \| 작품 \| \| -------------- \| -------- \| ------------------------ \| \| 최우수 작품상 \| 태창흥업 \| 《산불》 \| \| 최우수 감독상 \| 김수용 \| 《안개》 \| \| 남우주연상 \| 박노식 \| 《안개꽃 필 무렵》 \| \| 여우주연상 \| 주증녀 \| 《산불》 \| \| 남우조연상 \| 허장강 \| 《사격장의 아이들》 \| \| 여우조연상 \| 황정순 \| \| \| 각본상 \| 조문진 \| \| \| 촬영상 \| 민정식 \| \| \| 미술상 \| 박석인 \| \| \| 음악상 \| 정윤주 \| \| \| 신인상 \| 윤정희 \| 《안개》 \| \| 특별상 \| \| 《싸리골의 신화》 \| \| 외국영화작품상 \| \| 《웨스트 사이드 스토리》 \| |          |                          |
| 부문 | 수상자   | 작품                     |
| 최우수 작품상 | 태창흥업 | 《산불》                 |
| 최우수 감독상 | 김수용   | 《안개》                 |
| 남우주연상 | 박노식   | 《안개꽃 필 무렵》       |
| 여우주연상 | 주증녀   | 《산불》                 |
| 남우조연상 | 허장강   | 《사격장의 아이들》      |
| 여우조연상 | 황정순   |                          |
| 각본상 | 조문진   |                          |
| 촬영상 | 민정식   |                          |
| 미술상 | 박석인   |                          |
| 음악상 | 정윤주   |                          |
| 신인상 | 윤정희   | 《안개》                 |
| 특별상 |          | 《싸리골의 신화》        |
| 외국영화작품상 |          | 《웨스트 사이드 스토리》 |

| \| 부문 \| 수상자 \| 작품 \| \| -------------- \| ------------ \| --------------------- \| \| 최우수 작품상 \| 동양영화흥업 \| 《카인의 후예》 \| \| 최우수 감독상 \| 정소영 \| 《미워도 다시 한 번》 \| \| 남우주연상 \| 김진규 \| 《카인의 후예》 \| \| 여우주연상 \| 문희 \| 《카인의 후예》 \| \| 외국영화작품상 \| \| 《남과 여》 \| |              |                       |
| 부문 | 수상자       | 작품                  |
| 최우수 작품상 | 동양영화흥업 | 《카인의 후예》       |
| 최우수 감독상 | 정소영       | 《미워도 다시 한 번》 |
| 남우주연상 | 김진규       | 《카인의 후예》       |
| 여우주연상 | 문희         | 《카인의 후예》       |
| 외국영화작품상 |              | 《남과 여》           |

### 1970년대
| \| 부문 \| 수상자 \| 작품 \| \| -------------- \| ------ \| -------------------- \| \| 최우수 작품상 \| \| 《독짓는 늙은이》 \| \| 최우수 감독상 \| 정소영 \| 《잊혀진 여인》 \| \| 남우주연상 \| 황해 \| 《독짓는 늙은이》 \| \| 여우주연상 \| 전계현 \| 《잊혀진 여인》 \| \| 외국영화작품상 \| \| 《사운드 오브 뮤직》 \| |        |                      |
| 부문 | 수상자 | 작품                 |
| 최우수 작품상 |        | 《독짓는 늙은이》    |
| 최우수 감독상 | 정소영 | 《잊혀진 여인》      |
| 남우주연상 | 황해   | 《독짓는 늙은이》    |
| 여우주연상 | 전계현 | 《잊혀진 여인》      |
| 외국영화작품상 |        | 《사운드 오브 뮤직》 |

| \| 부문 \| 수상자 \| 작품 \| \| -------------- \| -------- \| ---------- \| \| 최우수 작품상 \| 우진필름 \| 《동춘》 \| \| 최우수 감독상 \| 정진우 \| 《동춘》 \| \| 남우주연상 \| 남궁원 \| 《필녀》 \| \| 여우주연상 \| 윤정희 \| 《첫경험》 \| \| 외국영화작품상 \| \| 《열망》 \| |          |            |
| 부문 | 수상자   | 작품       |
| 최우수 작품상 | 우진필름 | 《동춘》   |
| 최우수 감독상 | 정진우   | 《동춘》   |
| 남우주연상 | 남궁원   | 《필녀》   |
| 여우주연상 | 윤정희   | 《첫경험》 |
| 외국영화작품상 |          | 《열망》   |

| \| 부문 \| 수상자 \| 작품 \| \| -------------- \| ---------- \| ---------- \| \| 최우수 작품상 \| 태창영화사 \| 《분례기》 \| \| 최우수 감독상 \| 유현목 \| 《분례기》 \| \| 남우주연상 \| 이순재 \| 《분례기》 \| \| 여우주연상 \| 김지미 \| \| \| 외국영화작품상 \| \| 《올리버》 \| |            |            |
| 부문 | 수상자     | 작품       |
| 최우수 작품상 | 태창영화사 | 《분례기》 |
| 최우수 감독상 | 유현목     | 《분례기》 |
| 남우주연상 | 이순재     | 《분례기》 |
| 여우주연상 | 김지미     |            |
| 외국영화작품상 |            | 《올리버》 |

| \| 부문 \| 수상자 \| 작품 \| \| -------------- \| -------- \| ----------------- \| \| 최우수 작품상 \| 우진필름 \| 《석화촌》 \| \| 최우수 감독상 \| 정진우 \| 《석화촌》 \| \| 남우주연상 \| 김희라 \| 《석화촌》 \| \| 여우주연상 \| 윤정희 \| 《석화촌》 \| \| 외국영화작품상 \| \| 《프렌치 코넥션》 \| |          |                   |
| 부문 | 수상자   | 작품              |
| 최우수 작품상 | 우진필름 | 《석화촌》        |
| 최우수 감독상 | 정진우   | 《석화촌》        |
| 남우주연상 | 김희라   | 《석화촌》        |
| 여우주연상 | 윤정희   | 《석화촌》        |
| 외국영화작품상 |          | 《프렌치 코넥션》 |

### 2000년대
| \| 부문 \| 수상자 \| 작품 \| \| ---------------- \| -------------- \| -------------------------- \| \| 최우수 작품상 \| \| 《밤과 낮》 \| \| 최우수 감독상 \| 나홍진 \| 《추격자》 \| \| 남우주연상 \| 김윤석 \| 《추격자》 \| \| 여우주연상 \| 수애 \| 《님은 먼 곳에》 \| \| 남우조연상 \| 김민준 \| 《사랑》 \| \| 여우조연상 \| 김해숙 \| 《무방비 도시》 \| \| 신인남자 연기상 \| 임지규 \| 《은하해방전선》 \| \| 신인여자 연기상 \| 수상자없음 \| \| \| 신인 감독상 \| 오점균 \| 《경축! 우리 사랑》 \| \| 각본상 \| 김현석 \| 《스카우트》 \| \| 촬영상 \| 이모개 \| 《좋은놈 나쁜놈 이상한놈》 \| \| 편집상 \| 김선민 \| 《추격자》 \| \| 조명상 \| 최철수 \| 《M》 \| \| 기술상 \| 정도안 \| 《좋은놈 나쁜놈 이상한놈》 \| \| 음악상 \| 방준석, 이병훈 \| 《님은 먼 곳에》 \| \| 미술상 \| 조화성 \| 《좋은놈 나쁜놈 이상한놈》 \| \| 영화발전 공로상 \| 신성일 \| \| \| 부일독자심사단상 \| 영화사 비단길 \| 《추격자》 \| \| 심사위원특별상 \| 지중현 \| 《좋은놈 나쁜놈 이상한놈》 \| |                |                            |
| 부문 | 수상자         | 작품                       |
| 최우수 작품상 |                | 《밤과 낮》                |
| 최우수 감독상 | 나홍진         | 《추격자》                 |
| 남우주연상 | 김윤석         | 《추격자》                 |
| 여우주연상 | 수애           | 《님은 먼 곳에》           |
| 남우조연상 | 김민준         | 《사랑》                   |
| 여우조연상 | 김해숙         | 《무방비 도시》            |
| 신인남자 연기상 | 임지규         | 《은하해방전선》           |
| 신인여자 연기상 | 수상자없음     |                            |
| 신인 감독상 | 오점균         | 《경축! 우리 사랑》        |
| 각본상 | 김현석         | 《스카우트》               |
| 촬영상 | 이모개         | 《좋은놈 나쁜놈 이상한놈》 |
| 편집상 | 김선민         | 《추격자》                 |
| 조명상 | 최철수         | 《M》                      |
| 기술상 | 정도안         | 《좋은놈 나쁜놈 이상한놈》 |
| 음악상 | 방준석, 이병훈 | 《님은 먼 곳에》           |
| 미술상 | 조화성         | 《좋은놈 나쁜놈 이상한놈》 |
| 영화발전 공로상 | 신성일         |                            |
| 부일독자심사단상 | 영화사 비단길  | 《추격자》                 |
| 심사위원특별상 | 지중현         | 《좋은놈 나쁜놈 이상한놈》 |

| \| 부문 \| 수상자 \| 작품 \| \| ----------------- \| ------------ \| ----------------- \| \| 최우수 작품상 \| 봉준호 \| 《마더》 \| \| 최우수 감독상 \| 윤제균 \| 《해운대》 \| \| 남우주연상 \| 하정우 \| 《멋진 하루》 \| \| 여우주연상 \| 김혜자 \| 《마더》 \| \| 남우조연상 \| 김인권 \| 《해운대》 \| \| 여우조연상 \| 김보연 \| 《불신지옥》 \| \| 신인남자 연기상 \| 소지섭 \| 《영화는 영화다》 \| \| 신인여자 연기상 \| 서우 \| 《미쓰 홍당무》 \| \| 신인 감독상 \| 양익준 \| 《똥파리》 \| \| 각본상 \| 김휘, 윤제균 \| 《해운대》 \| \| 촬영상 \| 홍경표 \| 《마더》 \| \| 음악상 \| 이병우 \| 《마더》 \| \| 미술상 \| 조상경 \| 《모던 보이》 \| \| 부일독자심사단상 \| KM 컬쳐 \| 《국가대표》 \| \| 유현목 영화예술상 \| 임순례 \| \| |              |                   |
| 부문 | 수상자       | 작품              |
| 최우수 작품상 | 봉준호       | 《마더》          |
| 최우수 감독상 | 윤제균       | 《해운대》        |
| 남우주연상 | 하정우       | 《멋진 하루》     |
| 여우주연상 | 김혜자       | 《마더》          |
| 남우조연상 | 김인권       | 《해운대》        |
| 여우조연상 | 김보연       | 《불신지옥》      |
| 신인남자 연기상 | 소지섭       | 《영화는 영화다》 |
| 신인여자 연기상 | 서우         | 《미쓰 홍당무》   |
| 신인 감독상 | 양익준       | 《똥파리》        |
| 각본상 | 김휘, 윤제균 | 《해운대》        |
| 촬영상 | 홍경표       | 《마더》          |
| 음악상 | 이병우       | 《마더》          |
| 미술상 | 조상경       | 《모던 보이》     |
| 부일독자심사단상 | KM 컬쳐      | 《국가대표》      |
| 유현목 영화예술상 | 임순례       |                   |

### 2010년대
| \| 부문 \| 수상자 \| 작품 \| \| ----------------- \| ----------- \| ------------------------ \| \| 최우수 작품상 \| \| 《시》 \| \| 최우수 감독상 \| 홍상수 \| 《하하하》 \| \| 남우주연상 \| 정재영 \| 《이끼》 \| \| 여우주연상 \| 문소리 \| 《하하하》 \| \| 남우조연상 \| 유준상 \| 《하하하》 \| \| 여우조연상 \| 윤여정 \| 《하녀》 \| \| 신인남자 연기상 \| 송새벽 \| 《방자전》 \| \| 신인여자 연기상 \| 김새론 \| 《여행자》 \| \| 신인 감독상 \| 우니 르콩트 \| 《여행자》 \| \| 각본상 \| 이창동 \| 《시》 \| \| 촬영상 \| 김우형 \| 《파주》 \| \| 음악상 \| 심현정 \| 《아저씨》 \| \| 미술상 \| 강승용 \| 《구르믈 버서난 달처럼》 \| \| 부일독자심사단상 \| \| 《아저씨》 \| \| 유현목 영화예술상 \| 심재명 \| \| |             |                          |
| 부문 | 수상자      | 작품                     |
| 최우수 작품상 |             | 《시》                   |
| 최우수 감독상 | 홍상수      | 《하하하》               |
| 남우주연상 | 정재영      | 《이끼》                 |
| 여우주연상 | 문소리      | 《하하하》               |
| 남우조연상 | 유준상      | 《하하하》               |
| 여우조연상 | 윤여정      | 《하녀》                 |
| 신인남자 연기상 | 송새벽      | 《방자전》               |
| 신인여자 연기상 | 김새론      | 《여행자》               |
| 신인 감독상 | 우니 르콩트 | 《여행자》               |
| 각본상 | 이창동      | 《시》                   |
| 촬영상 | 김우형      | 《파주》                 |
| 음악상 | 심현정      | 《아저씨》               |
| 미술상 | 강승용      | 《구르믈 버서난 달처럼》 |
| 부일독자심사단상 |             | 《아저씨》               |
| 유현목 영화예술상 | 심재명      |                          |

| \| 부문 \| 수상자 \| 작품 \| \| ----------------- \| -------------- \| -------------------- \| \| 최우수 작품상 \| \| 《고지전》 \| \| 최우수 감독상 \| 김태용 \| 《만추》 \| \| 남우주연상 \| 류승범 \| 《부당거래》 \| \| 여우주연상 \| 정유미 \| 《옥희의 영화》 \| \| 남우조연상 \| 고창석 \| 《고지전》 \| \| 여우조연상 \| 김여진 \| 《아이들...》 \| \| 신인남자 연기상 \| 이제훈 \| 《고지전》 \| \| 신인여자 연기상 \| 강소라 \| 《써니》 \| \| 신인 감독상 \| 박정범 \| 《무산일기》 \| \| 각본상 \| 육상효 \| 《방가? 방가!》 \| \| 촬영상 \| 김태성, 박종철 \| 《최종병기 활》 \| \| 음악상 \| 이지수 \| 《마당을 나온 암탉》 \| \| 미술상 \| 류성희 \| 《고지전》 \| \| 부일독자심사단상 \| \| 《최종병기 활》 \| \| 유현목 영화예술상 \| 강우석 \| \| |                |                      |
| 부문 | 수상자         | 작품                 |
| 최우수 작품상 |                | 《고지전》           |
| 최우수 감독상 | 김태용         | 《만추》             |
| 남우주연상 | 류승범         | 《부당거래》         |
| 여우주연상 | 정유미         | 《옥희의 영화》      |
| 남우조연상 | 고창석         | 《고지전》           |
| 여우조연상 | 김여진         | 《아이들...》        |
| 신인남자 연기상 | 이제훈         | 《고지전》           |
| 신인여자 연기상 | 강소라         | 《써니》             |
| 신인 감독상 | 박정범         | 《무산일기》         |
| 각본상 | 육상효         | 《방가? 방가!》      |
| 촬영상 | 김태성, 박종철 | 《최종병기 활》      |
| 음악상 | 이지수         | 《마당을 나온 암탉》 |
| 미술상 | 류성희         | 《고지전》           |
| 부일독자심사단상 |                | 《최종병기 활》      |
| 유현목 영화예술상 | 강우석         |                      |

| \| 부문 \| 수상자 \| 작품 \| \| ----------------- \| ------ \| ------------------------------------ \| \| 최우수 작품상 \| \| 《은교》 \| \| 최우수 감독상 \| 이한 \| 《완득이》 \| \| 남우주연상 \| 최민식 \| 《범죄와의 전쟁: 나쁜놈들 전성시대》 \| \| 여우주연상 \| 김민희 \| 《화차》 \| \| 남우조연상 \| 조진웅 \| 《범죄와의 전쟁: 나쁜놈들 전성시대》 \| \| 여우조연상 \| 박지영 \| 《후궁: 제왕의 첩》 \| \| 신인남자 연기상 \| 김성균 \| 《범죄와의 전쟁: 나쁜놈들 전성시대》 \| \| 신인여자 연기상 \| 김고은 \| 《은교》 \| \| 신인 감독상 \| 이광국 \| 《로맨스 조》 \| \| 각본상 \| 이용주 \| 《건축학개론》 \| \| 촬영상 \| 최영환 \| 《도둑들》 \| \| 음악상 \| 김홍집 \| 《돈의 맛》 \| \| 미술상 \| 이하준 \| 《도둑들》 \| \| 부일독자심사단상 \| \| 《도둑들》 \| \| 유현목 영화예술상 \| 홍상수 \| \| |        |                                      |
| 부문 | 수상자 | 작품                                 |
| 최우수 작품상 |        | 《은교》                             |
| 최우수 감독상 | 이한   | 《완득이》                           |
| 남우주연상 | 최민식 | 《범죄와의 전쟁: 나쁜놈들 전성시대》 |
| 여우주연상 | 김민희 | 《화차》                             |
| 남우조연상 | 조진웅 | 《범죄와의 전쟁: 나쁜놈들 전성시대》 |
| 여우조연상 | 박지영 | 《후궁: 제왕의 첩》                  |
| 신인남자 연기상 | 김성균 | 《범죄와의 전쟁: 나쁜놈들 전성시대》 |
| 신인여자 연기상 | 김고은 | 《은교》                             |
| 신인 감독상 | 이광국 | 《로맨스 조》                        |
| 각본상 | 이용주 | 《건축학개론》                       |
| 촬영상 | 최영환 | 《도둑들》                           |
| 음악상 | 김홍집 | 《돈의 맛》                          |
| 미술상 | 이하준 | 《도둑들》                           |
| 부일독자심사단상 |        | 《도둑들》                           |
| 유현목 영화예술상 | 홍상수 |                                      |

| \| 부문 \| 수상자 \| 작품 \| \| ----------------- \| ------------- \| ---------------------------- \| \| 최우수 작품상 \| 봉준호 \| 《설국열차》 \| \| 최우수 감독상 \| 류승완 \| 《베를린》 \| \| 남우주연상 \| 황정민 \| 《신세계》 \| \| 여우주연상 \| 한효주 \| 《감시자들》 \| \| 남우조연상 \| 류승룡 \| 《광해, 왕이 된 남자》 \| \| 여우조연상 \| 장영남 \| 《늑대 소년》 \| \| 신인남자 연기상 \| 김준구 \| 《미운 오리 새끼》 \| \| 신인여자 연기상 \| 정은채 \| 《누구의 딸도 아닌 해원》 \| \| 신인 감독상 \| 김병우 \| 《더 테러 라이브》 \| \| 각본상 \| 김병우 \| 《더 테러 라이브》 \| \| 촬영상 \| 최영환 \| 《도둑들》 \| \| 음악상 \| 조영욱 \| 《베를린》 \| \| 미술상 \| 앙드레 넥바실 \| 《설국열차》 \| \| 부일독자심사단상 \| 추창민 \| 《광해, 왕이 된 남자》 \| \| 유현목 영화예술상 \| 오멸 \| 《지슬: 끝나지 않은 세월 2》 \| |               |                              |
| 부문 | 수상자        | 작품                         |
| 최우수 작품상 | 봉준호        | 《설국열차》                 |
| 최우수 감독상 | 류승완        | 《베를린》                   |
| 남우주연상 | 황정민        | 《신세계》                   |
| 여우주연상 | 한효주        | 《감시자들》                 |
| 남우조연상 | 류승룡        | 《광해, 왕이 된 남자》       |
| 여우조연상 | 장영남        | 《늑대 소년》                |
| 신인남자 연기상 | 김준구        | 《미운 오리 새끼》           |
| 신인여자 연기상 | 정은채        | 《누구의 딸도 아닌 해원》    |
| 신인 감독상 | 김병우        | 《더 테러 라이브》           |
| 각본상 | 김병우        | 《더 테러 라이브》           |
| 촬영상 | 최영환        | 《도둑들》                   |
| 음악상 | 조영욱        | 《베를린》                   |
| 미술상 | 앙드레 넥바실 | 《설국열차》                 |
| 부일독자심사단상 | 추창민        | 《광해, 왕이 된 남자》       |
| 유현목 영화예술상 | 오멸          | 《지슬: 끝나지 않은 세월 2》 |

| \| 부문 \| 수상자 \| 작품 \| \| ----------------- \| ------ \| --------------------- \| \| 최우수 작품상 \| 김한민 \| 《명량》 \| \| 최우수 감독상 \| 홍상수 \| 《우리 선희》 \| \| 남우주연상 \| 송강호 \| 《변호인》 \| \| 여우주연상 \| 심은경 \| 《수상한 그녀》 \| \| 남우조연상 \| 곽도원 \| 《변호인》 \| \| 여우조연상 \| 김영애 \| 《변호인》 \| \| 신인남자 연기상 \| 이주승 \| 《셔틀콕》 \| \| 신인여자 연기상 \| 임지연 \| 《인간중독》 \| \| 신인 감독상 \| 정주리 \| 《도희야》 \| \| 각본상 \| 신연식 \| 《러시안 소설》 \| \| 촬영상 \| 김태성 \| 《명량》 \| \| 음악상 \| 조영욱 \| 《군도: 민란의 시대》 \| \| 미술상 \| 장춘섭 \| 《명량》 \| \| 부일독자심사단상 \| \| 《변호인》 \| \| 유현목 영화예술상 \| 김동원 \| \| |        |                       |
| 부문 | 수상자 | 작품                  |
| 최우수 작품상 | 김한민 | 《명량》              |
| 최우수 감독상 | 홍상수 | 《우리 선희》         |
| 남우주연상 | 송강호 | 《변호인》            |
| 여우주연상 | 심은경 | 《수상한 그녀》       |
| 남우조연상 | 곽도원 | 《변호인》            |
| 여우조연상 | 김영애 | 《변호인》            |
| 신인남자 연기상 | 이주승 | 《셔틀콕》            |
| 신인여자 연기상 | 임지연 | 《인간중독》          |
| 신인 감독상 | 정주리 | 《도희야》            |
| 각본상 | 신연식 | 《러시안 소설》       |
| 촬영상 | 김태성 | 《명량》              |
| 음악상 | 조영욱 | 《군도: 민란의 시대》 |
| 미술상 | 장춘섭 | 《명량》              |
| 부일독자심사단상 |        | 《변호인》            |
| 유현목 영화예술상 | 김동원 |                       |

| \| 부문 \| 수상자 \| 작품 \| \| ----------------- \| --------------------- \| -------------- \| \| 최우수 작품상 \| 오승욱 \| 《무뢰한》 \| \| 최우수 감독상 \| 곽경택 \| 《극비수사》 \| \| 남우주연상 \| 이정재 \| 《암살》 \| \| 여우주연상 \| 전도연 \| 《무뢰한》 \| \| 남우조연상 \| 이경영 \| 《소수의견》 \| \| 여우조연상 \| 문정희 \| 《카트》 \| \| 신인남자 연기상 \| 변요한 \| 《소셜포비아》 \| \| 신인여자 연기상 \| 이유영 \| 《봄》 \| \| 신인 감독상 \| 홍석재 \| 《소셜포비아》 \| \| 각본상 \| 김성제, 손아람 \| 《소수의견》 \| \| 촬영상 \| 홍경표 \| 《해무》 \| \| 음악상 \| 조영욱 \| 《무뢰한》 \| \| 미술상 \| 류성희 \| 《암살》 \| \| 부일독자심사단상 \| \| 《국제시장》 \| \| 유현목 영화예술상 \| 임흥순 감독, 김민경PD \| \| |                       |                |
| 부문 | 수상자                | 작품           |
| 최우수 작품상 | 오승욱                | 《무뢰한》     |
| 최우수 감독상 | 곽경택                | 《극비수사》   |
| 남우주연상 | 이정재                | 《암살》       |
| 여우주연상 | 전도연                | 《무뢰한》     |
| 남우조연상 | 이경영                | 《소수의견》   |
| 여우조연상 | 문정희                | 《카트》       |
| 신인남자 연기상 | 변요한                | 《소셜포비아》 |
| 신인여자 연기상 | 이유영                | 《봄》         |
| 신인 감독상 | 홍석재                | 《소셜포비아》 |
| 각본상 | 김성제, 손아람        | 《소수의견》   |
| 촬영상 | 홍경표                | 《해무》       |
| 음악상 | 조영욱                | 《무뢰한》     |
| 미술상 | 류성희                | 《암살》       |
| 부일독자심사단상 |                       | 《국제시장》   |
| 유현목 영화예술상 | 임흥순 감독, 김민경PD |                |

| \| 부문 \| 수상자 \| 작품 \| \| ----------------- \| ----------- \| --------------------- \| \| 최우수 작품상 \| 류승완 \| 《베테랑》 \| \| 최우수 감독상 \| 이준익 \| 《동주》 \| \| 남우주연상 \| 이병헌 \| 《내부자들》 \| \| 여우주연상 \| 손예진 \| 《비밀은 없다》 \| \| 남우조연상 \| 김의성 \| 《부산행》 \| \| 여우조연상 \| 박소담 \| 《검은 사제들》 \| \| 신인남자 연기상 \| 태인호 \| 《영도》 \| \| 신인여자 연기상 \| 김태리 \| 《아가씨》 \| \| 신인 감독상 \| 윤가은 \| 《우리들》 \| \| 각본상 \| 신연식 \| 《동주》 \| \| 촬영상 \| 최영환 \| 《베테랑》 \| \| 음악상 \| 모그 \| 《동주》 \| \| 미술상 \| 류성희 \| 《아가씨》 \| \| 부일독자심사단상 \| \| 《아가씨》 \| \| 유현목 영화예술상 \| 연상호 감독 \| 《부산행》,《서울역》 \| |             |                       |
| 부문 | 수상자      | 작품                  |
| 최우수 작품상 | 류승완      | 《베테랑》            |
| 최우수 감독상 | 이준익      | 《동주》              |
| 남우주연상 | 이병헌      | 《내부자들》          |
| 여우주연상 | 손예진      | 《비밀은 없다》       |
| 남우조연상 | 김의성      | 《부산행》            |
| 여우조연상 | 박소담      | 《검은 사제들》       |
| 신인남자 연기상 | 태인호      | 《영도》              |
| 신인여자 연기상 | 김태리      | 《아가씨》            |
| 신인 감독상 | 윤가은      | 《우리들》            |
| 각본상 | 신연식      | 《동주》              |
| 촬영상 | 최영환      | 《베테랑》            |
| 음악상 | 모그        | 《동주》              |
| 미술상 | 류성희      | 《아가씨》            |
| 부일독자심사단상 |             | 《아가씨》            |
| 유현목 영화예술상 | 연상호 감독 | 《부산행》,《서울역》 |

| \| 부문 \| 수상자 \| 작품 \| \| --------------- \| -------------------- \| ---------------------------- \| \| 최우수 작품상 \| 장훈 \| 《택시운전사》 \| \| 최우수 감독상 \| 김성수 \| 《아수라》 \| \| 남우주연상 \| 송강호 \| 《택시운전사》 \| \| 여우주연상 \| 윤여정 \| 《죽여주는 여자》 \| \| 남우조연상 \| 김희원 \| 《불한당: 나쁜 놈들의 세상》 \| \| 여우조연상 \| 김수안 \| 《군함도》 \| \| 신인남자 연기상 \| 구교환 \| 《꿈의 제인》 \| \| 신인여자 연기상 \| 최희서 \| 《박열》 \| \| 신인 감독상 \| 이현주 \| 《연애담》 \| \| 각본상 \| 황성구 \| 《박열》 \| \| 촬영상 \| 박정훈 \| 《악녀》 \| \| 음악상 \| 플래시 플러드 달링스 \| 《꿈의 제인》 \| \| 미술상 \| 이후경 \| 《군함도》 \| \| 특별상 \| 장훈 \| 《택시운전사》 \| |                      |                              |
| 부문 | 수상자               | 작품                         |
| 최우수 작품상 | 장훈                 | 《택시운전사》               |
| 최우수 감독상 | 김성수               | 《아수라》                   |
| 남우주연상 | 송강호               | 《택시운전사》               |
| 여우주연상 | 윤여정               | 《죽여주는 여자》            |
| 남우조연상 | 김희원               | 《불한당: 나쁜 놈들의 세상》 |
| 여우조연상 | 김수안               | 《군함도》                   |
| 신인남자 연기상 | 구교환               | 《꿈의 제인》                |
| 신인여자 연기상 | 최희서               | 《박열》                     |
| 신인 감독상 | 이현주               | 《연애담》                   |
| 각본상 | 황성구               | 《박열》                     |
| 촬영상 | 박정훈               | 《악녀》                     |
| 음악상 | 플래시 플러드 달링스 | 《꿈의 제인》                |
| 미술상 | 이후경               | 《군함도》                   |
| 특별상 | 장훈                 | 《택시운전사》               |

| \| 부문 \| 수상자 \| 작품 \| \| --------------- \| ------------- \| --------------------- \| \| 최우수 작품상 \| 윤종빈 \| 《공작》 \| \| 최우수 감독상 \| 이창동 \| 《버닝》 \| \| 남우주연상 \| 이성민 \| 《공작》 \| \| 여우주연상 \| 김희애 \| 《허스토리》 \| \| 남우조연상 \| 주지훈 \| 《공작》 \| \| 여우조연상 \| 김선영 \| 《허스토리》 \| \| 신인남자 연기상 \| 김충길 \| 《튼튼이의 모험》 \| \| 신인여자 연기상 \| 김다미 \| 《마녀》 \| \| 신인 감독상 \| 전고운 \| 《소공녀》 \| \| 각본상 \| 권성휘 외 1명 \| 《공작》 \| \| 촬영상 \| 김우형 \| 《1987》 \| \| 음악상 \| 모그 \| 《버닝》 \| \| 미술상 \| 박일현 \| 《공작》 \| \| 남자 인기스타상 \| 도경수 \| 《신과함께: 인과 연》 \| \| 여자 인기스타상 \| 김향기 \| 《신과함께: 인과 연》 \| |               |                       |
| 부문 | 수상자        | 작품                  |
| 최우수 작품상 | 윤종빈        | 《공작》              |
| 최우수 감독상 | 이창동        | 《버닝》              |
| 남우주연상 | 이성민        | 《공작》              |
| 여우주연상 | 김희애        | 《허스토리》          |
| 남우조연상 | 주지훈        | 《공작》              |
| 여우조연상 | 김선영        | 《허스토리》          |
| 신인남자 연기상 | 김충길        | 《튼튼이의 모험》     |
| 신인여자 연기상 | 김다미        | 《마녀》              |
| 신인 감독상 | 전고운        | 《소공녀》            |
| 각본상 | 권성휘 외 1명 | 《공작》              |
| 촬영상 | 김우형        | 《1987》              |
| 음악상 | 모그          | 《버닝》              |
| 미술상 | 박일현        | 《공작》              |
| 남자 인기스타상 | 도경수        | 《신과함께: 인과 연》 |
| 여자 인기스타상 | 김향기        | 《신과함께: 인과 연》 |

| \| 부문 \| 수상자 \| 작품 \| \| ---------------- \| ------------- \| ----------------- \| \| 최우수 작품상 \| 봉준호 \| 《기생충》 \| \| 최우수 감독상 \| 김태균 \| 《암수살인》 \| \| 남우주연상 \| 기주봉 \| 《강변호텔》 \| \| 여우주연상 \| 전도연 \| 《생일》 \| \| 남우조연상 \| 박명훈 \| 《기생충》 \| \| 여우조연상 \| 이정은 \| 《기생충》 \| \| 신인남자 연기상 \| 성유빈 \| 《살아남은 아이》 \| \| 신인여자 연기상 \| 전여빈 \| 《죄 많은 소녀》 \| \| 신인 감독상 \| 김의석 \| 《죄 많은 소녀》 \| \| 각본상 \| 봉준호 외 1명 \| 《기생충》 \| \| 촬영상 \| 홍경표 \| 《기생충》 \| \| 음악상 \| 정재일 \| 《기생충》 \| \| 미술/기술상 \| 박일현 \| 《스윙키즈》 \| \| 유현목영화예술상 \| 정성일 \| \| \| 남자 인기스타상 \| 도경수 \| 《스윙키즈》 \| \| 여자 인기스타상 \| 윤아 \| 《엑시트》 \| |               |                   |
| 부문 | 수상자        | 작품              |
| 최우수 작품상 | 봉준호        | 《기생충》        |
| 최우수 감독상 | 김태균        | 《암수살인》      |
| 남우주연상 | 기주봉        | 《강변호텔》      |
| 여우주연상 | 전도연        | 《생일》          |
| 남우조연상 | 박명훈        | 《기생충》        |
| 여우조연상 | 이정은        | 《기생충》        |
| 신인남자 연기상 | 성유빈        | 《살아남은 아이》 |
| 신인여자 연기상 | 전여빈        | 《죄 많은 소녀》  |
| 신인 감독상 | 김의석        | 《죄 많은 소녀》  |
| 각본상 | 봉준호 외 1명 | 《기생충》        |
| 촬영상 | 홍경표        | 《기생충》        |
| 음악상 | 정재일        | 《기생충》        |
| 미술/기술상 | 박일현        | 《스윙키즈》      |
| 유현목영화예술상 | 정성일        |                   |
| 남자 인기스타상 | 도경수        | 《스윙키즈》      |
| 여자 인기스타상 | 윤아          | 《엑시트》        |

### 2020년대
| \| 부문 \| 수상자 \| 작품 \| \| ---------------- \| ------ \| ------------------------ \| \| 최우수 작품상 \| 김보라 \| 《벌새》 \| \| 최우수 감독상 \| 정지우 \| 《유열의 음악앨범》 \| \| 남우주연상 \| 이병헌 \| 《남산의 부장들》 \| \| 여우주연상 \| 정유미 \| 《82년생 김지영》 \| \| 남우조연상 \| 이희준 \| 《남산의 부장들》 \| \| 여우조연상 \| 이레 \| 《반도》 \| \| 신인남자 연기상 \| 김대건 \| 《호흡》 \| \| 신인여자 연기상 \| 강말금 \| 《찬실이는 복도 많지》 \| \| 신인 감독상 \| 조민재 \| 《작은 빛》 \| \| 각본상 \| 김보라 \| 《벌새》 \| \| 촬영상 \| 홍경표 \| 《다만 악에서 구하소서》 \| \| 음악상 \| 연리목 \| 《유열의 음악앨범》 \| \| 미술/기술상 \| 이건문 \| 《다만 악에서 구하소서》 \| \| 유현목영화예술상 \| 김일권 \| \| \| 남자 인기스타상 \| 강동원 \| 《반도》 \| \| 여자 인기스타상 \| 서예지 \| 《양자물리학》 \| |        |                          |
| 부문 | 수상자 | 작품                     |
| 최우수 작품상 | 김보라 | 《벌새》                 |
| 최우수 감독상 | 정지우 | 《유열의 음악앨범》      |
| 남우주연상 | 이병헌 | 《남산의 부장들》        |
| 여우주연상 | 정유미 | 《82년생 김지영》        |
| 남우조연상 | 이희준 | 《남산의 부장들》        |
| 여우조연상 | 이레   | 《반도》                 |
| 신인남자 연기상 | 김대건 | 《호흡》                 |
| 신인여자 연기상 | 강말금 | 《찬실이는 복도 많지》   |
| 신인 감독상 | 조민재 | 《작은 빛》              |
| 각본상 | 김보라 | 《벌새》                 |
| 촬영상 | 홍경표 | 《다만 악에서 구하소서》 |
| 음악상 | 연리목 | 《유열의 음악앨범》      |
| 미술/기술상 | 이건문 | 《다만 악에서 구하소서》 |
| 유현목영화예술상 | 김일권 |                          |
| 남자 인기스타상 | 강동원 | 《반도》                 |
| 여자 인기스타상 | 서예지 | 《양자물리학》           |

| \| 부문 \| 수상자 \| 작품 \| \| ------------------ \| ------------------ \| ----------------------- \| \| 최우수 작품상 \| 류승완 \| 《모가디슈》 \| \| 최우수 감독상 \| 이준익 \| 《자산어보》 \| \| 남우주연상 \| 유아인 \| 《소리도 없이》 \| \| 여우주연상 \| 전종서 \| 《콜》 \| \| 남우조연상 \| 허준호 \| 《모가디슈》 \| \| 여우조연상 \| 김선영 \| 《세자매》 \| \| 신인남자 연기상 \| 하준 \| 《잔칫날》 \| \| 신인여자 연기상 \| 이유미 \| 《어른들은 몰라요》 \| \| 신인 감독상 \| 홍의정 \| 《소리도 없이》 \| \| 각본상 \| 이기철 류승완 \| 《모가디슈》 \| \| 촬영상 \| 최영환 \| 《모가디슈》 \| \| 음악상 \| 방준석 \| 《모가디슈》 \| \| 미술/기술상 \| 정성진 정철민(VFX) \| 《승리호》 \| \| 유현목영화예술상 \| 故 이춘연 \| \| \| 남자 올해의 스타상 \| 조인성 \| 《모가디슈》 \| \| 여자 올해의 스타상 \| 이솜 \| 《삼진그룹 영어토익반》 \| |                    |                         |
| 부문 | 수상자             | 작품                    |
| 최우수 작품상 | 류승완             | 《모가디슈》            |
| 최우수 감독상 | 이준익             | 《자산어보》            |
| 남우주연상 | 유아인             | 《소리도 없이》         |
| 여우주연상 | 전종서             | 《콜》                  |
| 남우조연상 | 허준호             | 《모가디슈》            |
| 여우조연상 | 김선영             | 《세자매》              |
| 신인남자 연기상 | 하준               | 《잔칫날》              |
| 신인여자 연기상 | 이유미             | 《어른들은 몰라요》     |
| 신인 감독상 | 홍의정             | 《소리도 없이》         |
| 각본상 | 이기철 류승완      | 《모가디슈》            |
| 촬영상 | 최영환             | 《모가디슈》            |
| 음악상 | 방준석             | 《모가디슈》            |
| 미술/기술상 | 정성진 정철민(VFX) | 《승리호》              |
| 유현목영화예술상 | 故 이춘연          |                         |
| 남자 올해의 스타상 | 조인성             | 《모가디슈》            |
| 여자 올해의 스타상 | 이솜               | 《삼진그룹 영어토익반》 |

| \| 부문 \| 수상자 \| 작품 \| \| ------------------ \| ------------------ \| ------------------- \| \| 최우수 작품상 \| 박찬욱 \| 《헤어질 결심》 \| \| 최우수 감독상 \| 김한민 \| 《한산: 용의 출현》 \| \| 남우주연상 \| 박해일 \| 《헤어질 결심》 \| \| 여우주연상 \| 탕웨이 \| 《헤어질 결심》 \| \| 남우조연상 \| 임시완 \| 《비상선언》 \| \| 여우조연상 \| 이수경 \| 《기적》 \| \| 신인남자 연기상 \| 이효제 \| 《좋은 사람》 \| \| 신인여자 연기상 \| 최성은 \| 《십개월의 미래》 \| \| 신인 감독상 \| 이정재 \| 《헌트》 \| \| 각본상 \| 정욱 \| 《좋은 사람》 \| \| 촬영상 \| 김지용 \| 《헤어질 결심》 \| \| 음악상 \| 조영욱 \| 《헤어질 결심》 \| \| 미술/기술상 \| 정성진 정철민(VFX) \| 《한산: 용의 출현》 \| \| 유현목영화예술상 \| 이란희 \| \| \| 남자 올해의 스타상 \| 변요한 \| 《한산: 용의 출현》 \| \| 여자 올해의 스타상 \| 이지은 \| 《브로커》 \| |                    |                     |
| 부문 | 수상자             | 작품                |
| 최우수 작품상 | 박찬욱             | 《헤어질 결심》     |
| 최우수 감독상 | 김한민             | 《한산: 용의 출현》 |
| 남우주연상 | 박해일             | 《헤어질 결심》     |
| 여우주연상 | 탕웨이             | 《헤어질 결심》     |
| 남우조연상 | 임시완             | 《비상선언》        |
| 여우조연상 | 이수경             | 《기적》            |
| 신인남자 연기상 | 이효제             | 《좋은 사람》       |
| 신인여자 연기상 | 최성은             | 《십개월의 미래》   |
| 신인 감독상 | 이정재             | 《헌트》            |
| 각본상 | 정욱               | 《좋은 사람》       |
| 촬영상 | 김지용             | 《헤어질 결심》     |
| 음악상 | 조영욱             | 《헤어질 결심》     |
| 미술/기술상 | 정성진 정철민(VFX) | 《한산: 용의 출현》 |
| 유현목영화예술상 | 이란희             |                     |
| 남자 올해의 스타상 | 변요한             | 《한산: 용의 출현》 |
| 여자 올해의 스타상 | 이지은             | 《브로커》          |

| \| 부문 \| 수상자 \| 작품 \| \| ------------------ \| ------ \| ---------------------------- \| \| 최우수 작품상 \| 엄태화 \| 《콘크리트 유토피아》 \| \| 최우수 감독상 \| 정주리 \| 《다음 소희》 \| \| 남우주연상 \| 이병헌 \| 《콘크리트 유토피아》 \| \| 여우주연상 \| 김서형 \| 《비닐하우스》 \| \| 남우조연상 \| 김종수 \| 《밀수》 \| \| 여우조연상 \| 고민시 \| 《밀수》 \| \| 신인남자 연기상 \| 김선호 \| 《귀공자》 \| \| 신인여자 연기상 \| 김시은 \| 《다음 소희》 \| \| 신인 감독상 \| 이지은 \| 《비밀의 언덕》 \| \| 각본상 \| 김세인 \| 《같은 속옷을 입는 두 여자》 \| \| 촬영상 \| 조형래 \| 《콘크리트 유토피아》 \| \| 음악상 \| 달파란 \| 《유령》 \| \| 미술/기술상 \| 진종현 \| 《더 문》 \| \| 유현목영화예술상 \| 배두나 \| \| \| 남자 올해의 스타상 \| 도경수 \| 《더 문》 \| \| 여자 올해의 스타상 \| 박보영 \| 《콘크리트 유토피아》 \| |        |                              |
| 부문 | 수상자 | 작품                         |
| 최우수 작품상 | 엄태화 | 《콘크리트 유토피아》        |
| 최우수 감독상 | 정주리 | 《다음 소희》                |
| 남우주연상 | 이병헌 | 《콘크리트 유토피아》        |
| 여우주연상 | 김서형 | 《비닐하우스》               |
| 남우조연상 | 김종수 | 《밀수》                     |
| 여우조연상 | 고민시 | 《밀수》                     |
| 신인남자 연기상 | 김선호 | 《귀공자》                   |
| 신인여자 연기상 | 김시은 | 《다음 소희》                |
| 신인 감독상 | 이지은 | 《비밀의 언덕》              |
| 각본상 | 김세인 | 《같은 속옷을 입는 두 여자》 |
| 촬영상 | 조형래 | 《콘크리트 유토피아》        |
| 음악상 | 달파란 | 《유령》                     |
| 미술/기술상 | 진종현 | 《더 문》                    |
| 유현목영화예술상 | 배두나 |                              |
| 남자 올해의 스타상 | 도경수 | 《더 문》                    |
| 여자 올해의 스타상 | 박보영 | 《콘크리트 유토피아》        |

| \| 부문 \| 수상자 \| 작품 \| \| ------------------ \| ------------- \| --------------------- \| \| 최우수 작품상 \| 오승욱 \| 《리볼버》 \| \| 최우수 감독상 \| 김성수 \| 《서울의 봄》 \| \| 남우주연상 \| 정우성 \| 《서울의 봄》 \| \| 여우주연상 \| 김금순 \| 《정순》 \| \| 남우조연상 \| 송중기 \| 《화란》 \| \| 여우조연상 \| 임지연 \| 《리볼버》 \| \| 신인남자 연기상 \| 김영성 \| 《빅슬립》 \| \| 신인여자 연기상 \| 정수정 \| 《거미집》 \| \| 신인 감독상 \| 이정홍 \| 《괴인》 \| \| 각본상 \| 김미영 \| 《절해고도》 \| \| 촬영상 \| 강국현 \| 《리볼버》 \| \| 음악상 \| 모그 \| 《거미집》 \| \| 미술/기술상 \| 정성진 정철민 \| 《노량: 죽음의 바다》 \| \| 유현목영화예술상 \| 장재현 \| \| \| 남자 올해의 스타상 \| 이준혁 \| 《서울의 봄》 \| \| 여자 올해의 스타상 \| 신혜선 \| 《그녀가 죽었다》 \| |               |                       |
| 부문 | 수상자        | 작품                  |
| 최우수 작품상 | 오승욱        | 《리볼버》            |
| 최우수 감독상 | 김성수        | 《서울의 봄》         |
| 남우주연상 | 정우성        | 《서울의 봄》         |
| 여우주연상 | 김금순        | 《정순》              |
| 남우조연상 | 송중기        | 《화란》              |
| 여우조연상 | 임지연        | 《리볼버》            |
| 신인남자 연기상 | 김영성        | 《빅슬립》            |
| 신인여자 연기상 | 정수정        | 《거미집》            |
| 신인 감독상 | 이정홍        | 《괴인》              |
| 각본상 | 김미영        | 《절해고도》          |
| 촬영상 | 강국현        | 《리볼버》            |
| 음악상 | 모그          | 《거미집》            |
| 미술/기술상 | 정성진 정철민 | 《노량: 죽음의 바다》 |
| 유현목영화예술상 | 장재현        |                       |
| 남자 올해의 스타상 | 이준혁        | 《서울의 봄》         |
| 여자 올해의 스타상 | 신혜선        | 《그녀가 죽었다》     |

## 같이 보기
- 부산일보
- 부산국제영화제